# Mayaro-Virus
Das Mayaro-Virus (englisch Mayaro virus, MAYV; Spezies Alphavirus mayaro) ist eine Virus aus der Gattung der Alphaviren (Familie Togaviridae).
Innerhalb der Gattung wird es aufgrund enger phylogenetischer Verwandtschaft zusammen mit dem Chikungunya-Virus (CHIKV), O’nyong-nyong-Virus (ONNV), Ross-River-Virus (RRV), Semliki-Forest-Virus (SFV) und anderen dem sogenannten SFV-Komplex („englisch Semliki Forest virus complex“, auch „SFV-Gruppe“) zugeordnet. Das Virus wird im tropischen Regenwald Südamerikas durch Stechmücken der Gattung Haemagogus und wahrscheinlich in städtischen Gebieten der südamerikanischen Tropen auch durch die Gelbfiebermücke Aedes aegypti übertragen. Beim Menschen kann es das Mayaro-Fieber verursachen, eine dem Denguefieber ähnliche, jedoch milder und selbstlimitierend verlaufende Infektionskrankheit. Die Erkrankung und das Virus wurden nach der Region Mayaro auf der Insel Trinidad benannt, da das Virus aus Patientenproben während eines Ausbruchs in Mayaro 1954 erstmals isoliert wurde.

## Genom und Morphologie
Das MAYV-Virion hat einen Durchmesser von etwa 70 nm und besteht aus dem ikosaedrischen Kapsid und der Virushülle. Die Symmetrie des Kapsids wird durch die bei Alphaviren übliche Interaktion zwischen inneren Proteindomänen der Hüllproteine mit den Kapsidprotein auf die Hülle übertragen, die damit eine regelmäßige Anordnung der Hüllproteine besitzt.
Das Genom des Mayaro-Virus besteht aus einer einzelsträngigen, 11.411 bis 11.429 nt langen RNA mit positiver Polarität, die im Inneren des Kapsids verpackt ist. An nt-Position 76 befindet sich ein zusätzliches UGA-Stopcodon („opal“). Wie bei den anderen Mitgliedern der Gattung Alphavirus hat auch das MAYV zwei offene Leserahmen, die jeweils für ein einzelnes Polyprotein für die Strukturproteine bzw. Nicht-Strukturproteine kodieren. Die Polyproteine werden während der Translation durch virale und zelluläre Proteasen in die einzelnen Virusproteine gespalten.
Innerhalb der Gruppe des SFV-Komplexes steht das MAYV auf Basis der Genomsequenzen dem Una-Virus nahe. Dieses gilt als jener Vertreter der südamerikanischen Alphaviren, die den altweltlichen Alphaviren phylogenetisch am nächsten stehen.

## Epidemiologie und Übertragung
Als natürliches Reservoir des Mayaro-Virus werden verschiedene Neuweltaffen angesehen. Von diesen kommt es durch Stechmücken als Vektor zur Übertragung auf den Menschen. Ähnlich dem Gelbfiebervirus wird bei der Übertragung und der Wirt-Vektor-Beziehung ein sogenannter sylvatischer und urbaner Zyklus angenommen. Bei ersterem dienen als Vektor Stechmücken der Gattung Haemagogus und als Reservoir Neuweltaffen, eine Übertragung auf den Menschen findet hier in Regenwaldgebieten statt. Ein urbaner Zyklus wurde bei einzelnen Ausbrüchen in städtischen Gebieten beobachtet, bei denen der Mensch als neuer Reservoirwirt dient. Als Vektor dieses urbanen Zyklus wird die Gelbfiebermücke angenommen, die sich an das Mayaro-Virus adaptieren konnte. Eine experimentelle Infektion der Gelbfiebermücke mit dem Mayaro-Virus konnte gezeigt werden, jedoch ist die Empfänglichkeit der verwendeten Stechmücken bei oraler Infektion nur bei sehr hohen Viruskonzentrationen gelungen. Dies deutet darauf hin, dass eine Etablierung eines dauerhaften urbanen Zyklus nur eingeschränkt möglich ist, da für die Infektion der Stechmücken die notwendige Viruskonzentration bei Erkrankten nicht immer und nur für kurze Zeit im Blut erreicht wird.
Das MAYV wurde in zwei geographisch unterschiedlich verbreiteten Genotypen isoliert. Der zuerst isolierte Genotyp D kommt in Trinidad, Brasilien, Peru, Surinam, Bolivien und Französisch-Guayana vor, der seltenere Genotyp L ist auf den Norden Brasiliens beschränkt. Innerhalb des gleichen Genotyps unterscheiden sich die Isolate nur wenig, was auf eine besondere Anpassung der Genotypen auf spezifische, regionale Übertragungswege und Reservoire hindeutet.

## Prophylaxe und Therapie
Eine spezifische antivirale Therapie gegen Infektionen mit dem MAYV ist nicht verfügbar. Neben der Unterbrechung der Übertragung durch Bekämpfung der Stechmückenpopulation und individuelle Schutzmaßnahmen gegen Mückenstiche als derzeit einzige Schutzmaßnahmen, gibt es experimentelle Ansätze für einen Lebendimpfstoff als mögliche aktive Impfung.